# August Riedel
Johann Friedrich Ludwig Heinrich August Riedel (Bayreuth, 25 de diciembre de 1799–Roma, 6 de agosto de 1883) fue un pintor alemán.

## Biografía
Hijo del arquitecto Karl Christian Riedel, estudió entre 1820 y 1828 en la Academia de Bellas Artes de Múnich. En el año 1832 se trasladó a Roma, donde fue profesor y miembro de la Academia de San Lucas. Fue, asimismo, miembro de las academias de Berlín, Múnich, San Petersburgo y Viena.
```
                                        
Galería
```

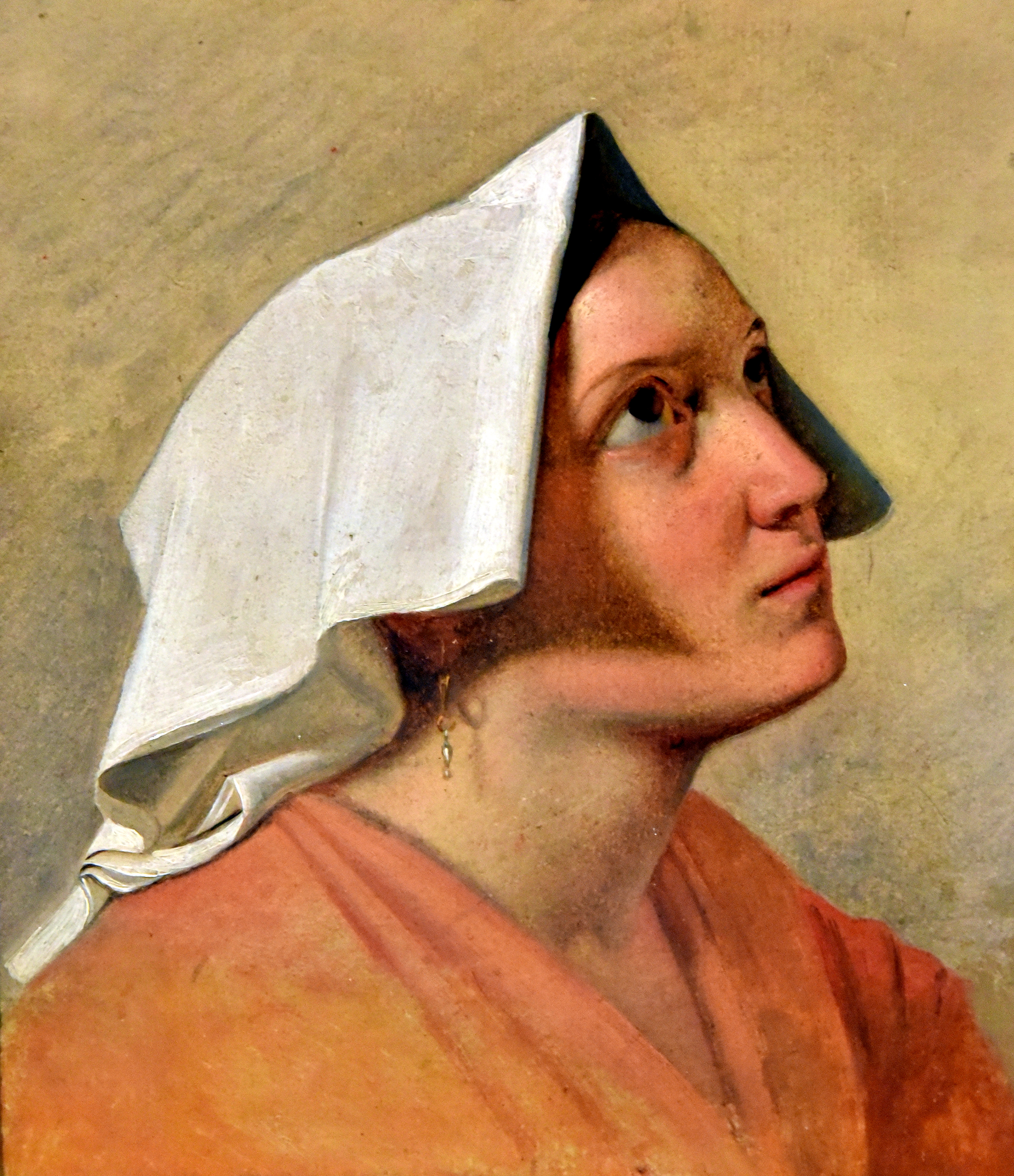
Mujer italiana
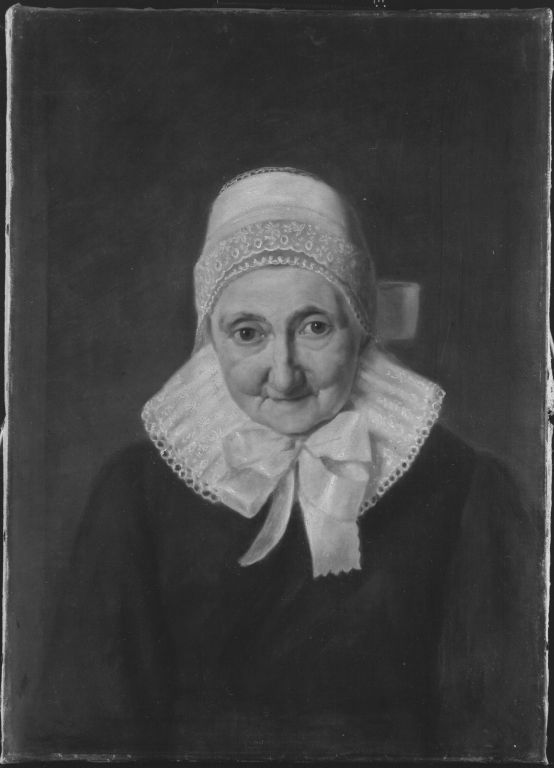
Dorothea Bauer
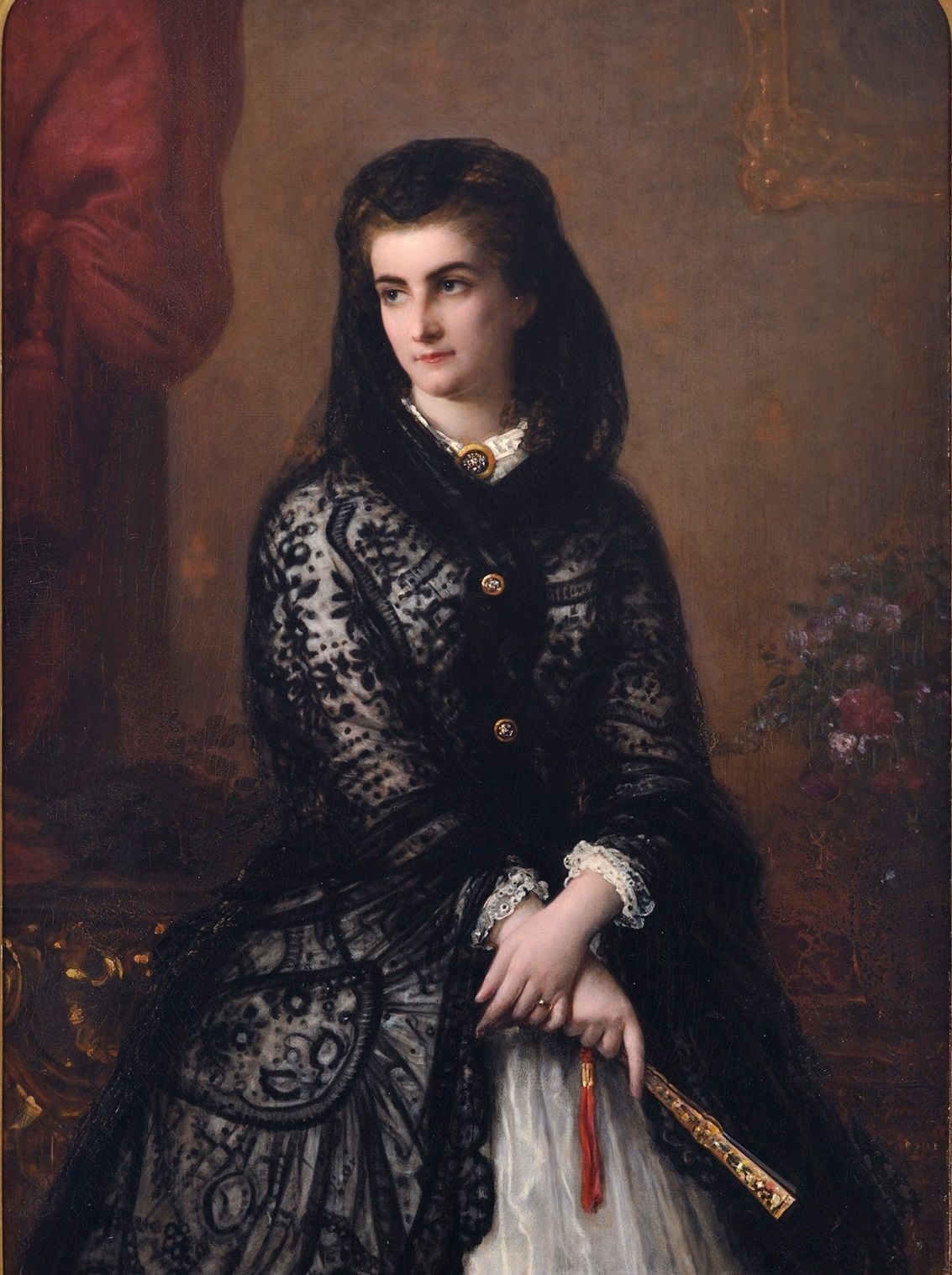
Sofía de Baviera
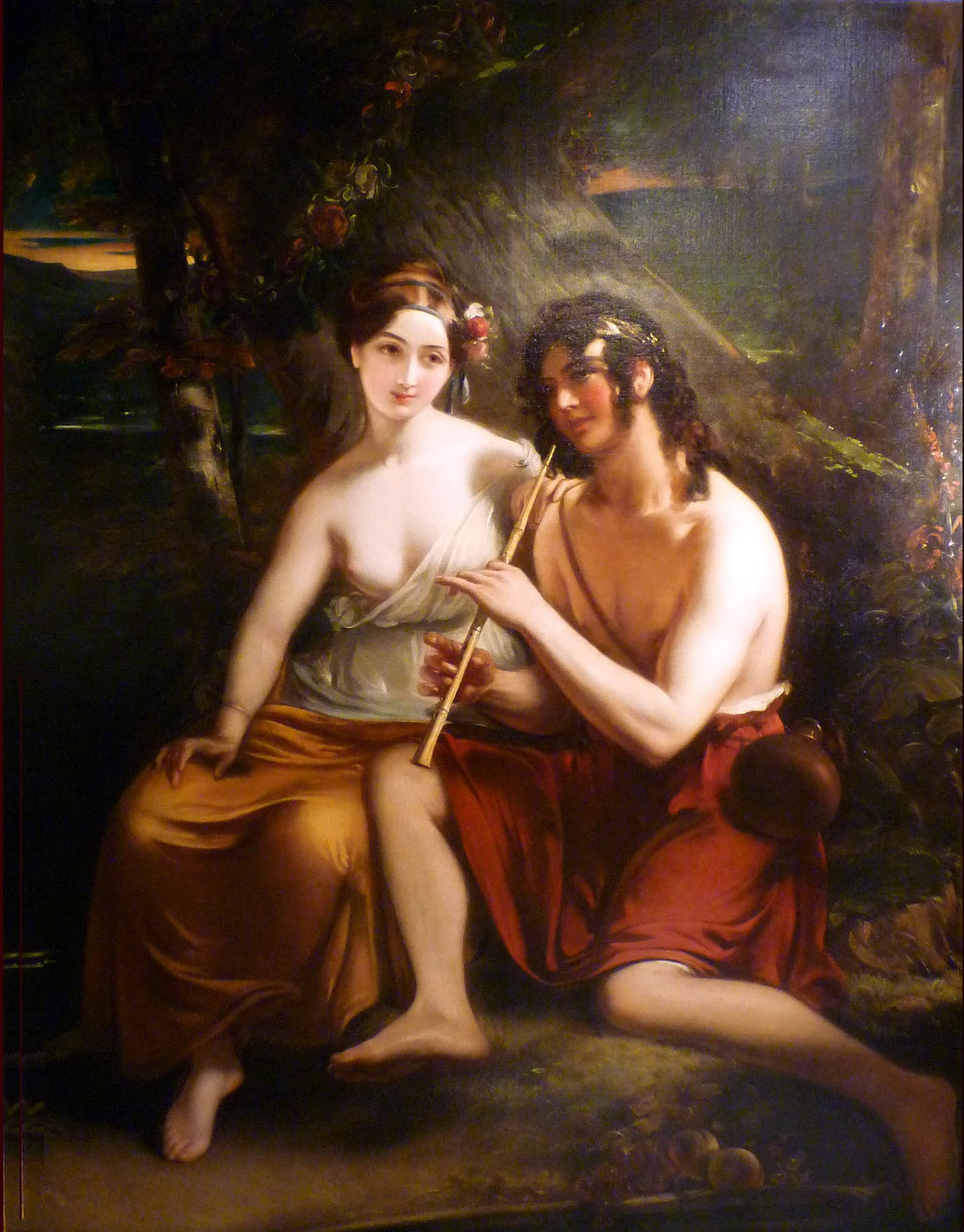
Dafnes y Cloe